# Cinquedea
La Cinquedea est une dague à lame triangulaire typique de l'Italie de la Renaissance. Elle apparaît entre 1460 et 1520, et serait restée à la mode pendant la première moitié du XVIe siècle. Elle est remarquable de par la largeur de sa lame et sa poignée d'un style inhabituel.

## Dimensions
Si certaines cinquedea possèdent des lames de l'ordre de 20 cm, la plupart font entre 30 et 50 cm, des dimensions plus proches d'une épée que d'une dague. La largeur de la lame peut atteindre 10 cm à la garde, offrant alors une grande surface pour la décoration.

## Style
La surface importante de la lame est fréquemment ornée de motifs luxueux gravés à l'eau-forte ou obtenus par dorure. Certains de leurs larges fourreaux en cuir qui nous sont parvenus sont également décorés.
La forme de son pommeau pourrait s'inspirer des épées grecques ou étrusques de l'Antiquité, culture à la mode pendant la Renaissance italienne. Les garnitures de poignée peuvent être faites de bois, mais aussi de matériaux plus précieux, tels que l'ivoire d'éléphant.
L'ornementation systématique et la qualité de la facture indique qu'il s'agissait d'une arme de prestige, réservée à la clientèle la plus fortunée, et portée en milieu civil. Il s'agissait d'un marqueur de rang social au moins autant que d'une arme de défense.

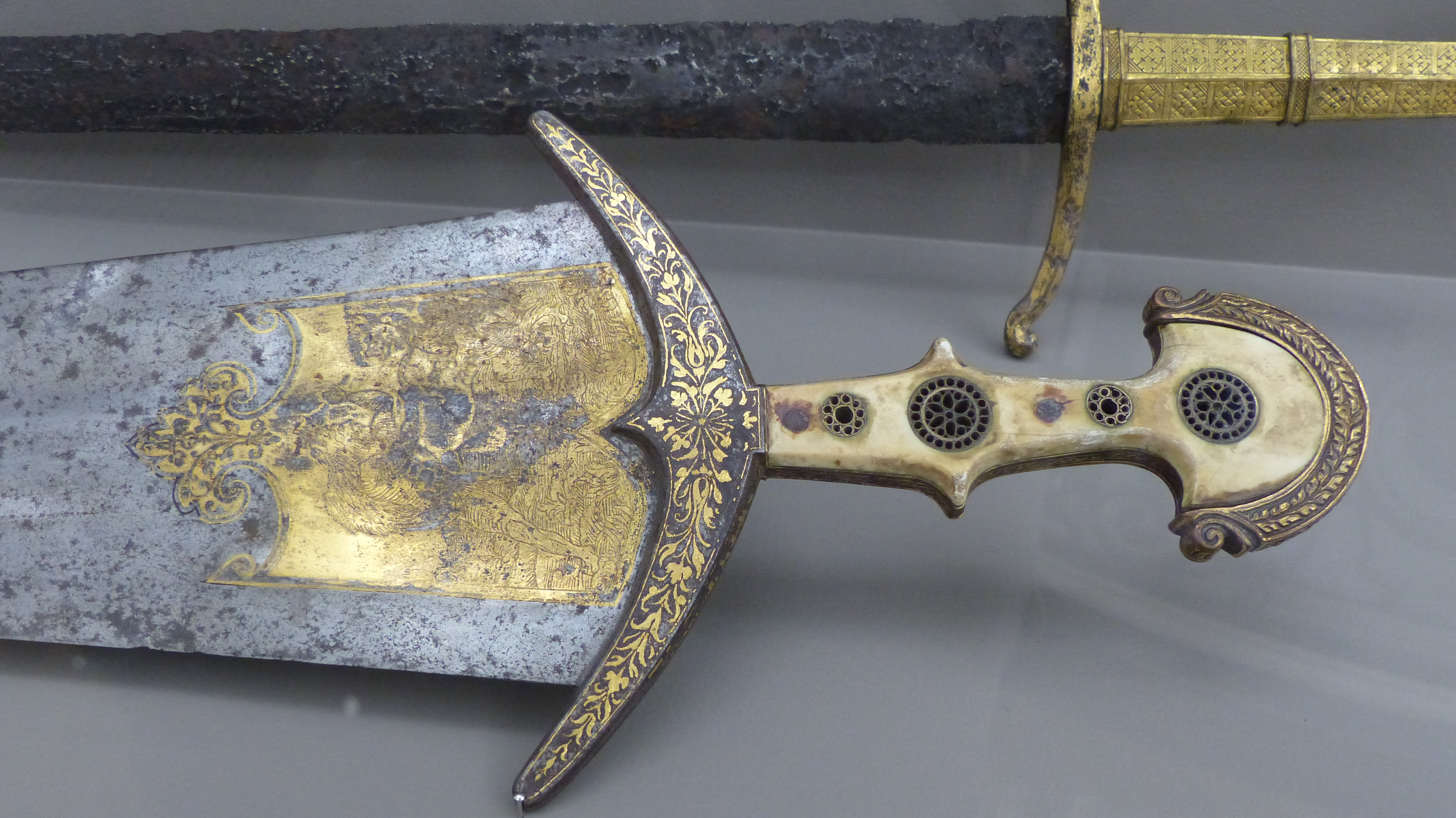
Nîmes, musée des Beaux Arts